# Sân bay Kronoby
Sân bay Kronoby (tiếng Thụy Điển: Kronoby flygplats; tiếng Phần Lan: Kruunupyyn lentokenttä) (IATA: KOK, ICAO: EFKK) là một sân bay nằm cách thành phố Kokkola 19 km về phía nam và cách Jakobstad 30 km về phía đông bắc, ở đô thị Kronoby. Các hãng hoạt động tại đây có Finnair và Finncomm Airlines. Trong mùa Đông, sân bay này phục vụ các hãng bay thuê bao đi Nam Âu. Sân ba này có 2 đường băng. Năm 2006, có 98.176 lượt khách thông qua sân bay này.

## Các hãng hàng không và các tuyến điểm
- Finnair (Helsinki)
- Finncomm Airlines (Helsinki, Tampere)